# Bumiayu (Weleri)
Bumiayu is een bestuurslaag in het regentschap Kendal van de provincie Midden-Java, Indonesië. Bumiayu telt 3978 inwoners (volkstelling 2010).